# Koan (kejsare)
Kōan, född 427 f.Kr., död 291 f.Kr., var regerande kejsare av Japan mellan 393 f.Kr. och 291 f.Kr.